# Vatrouchka

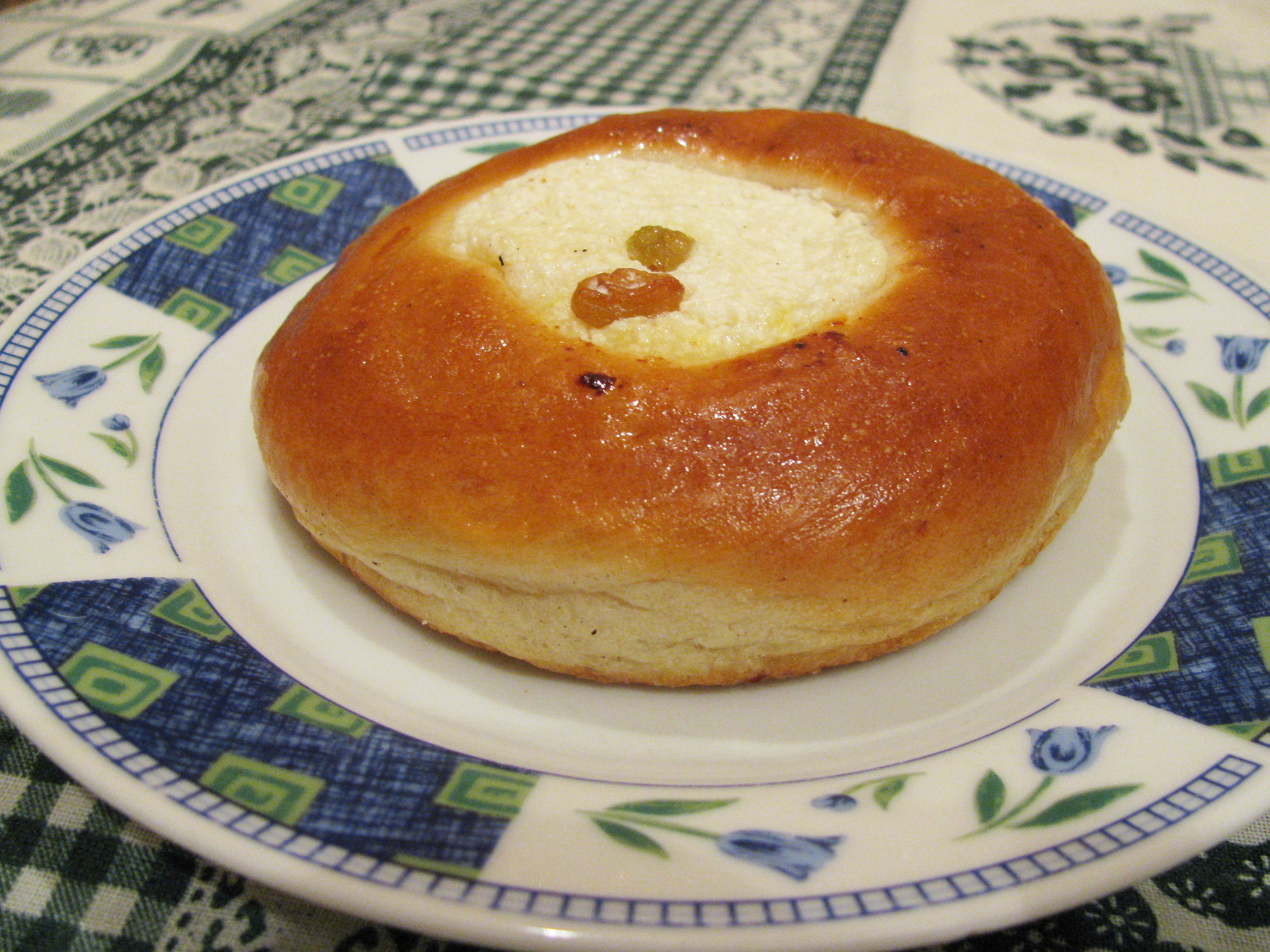
Vatrouchka.

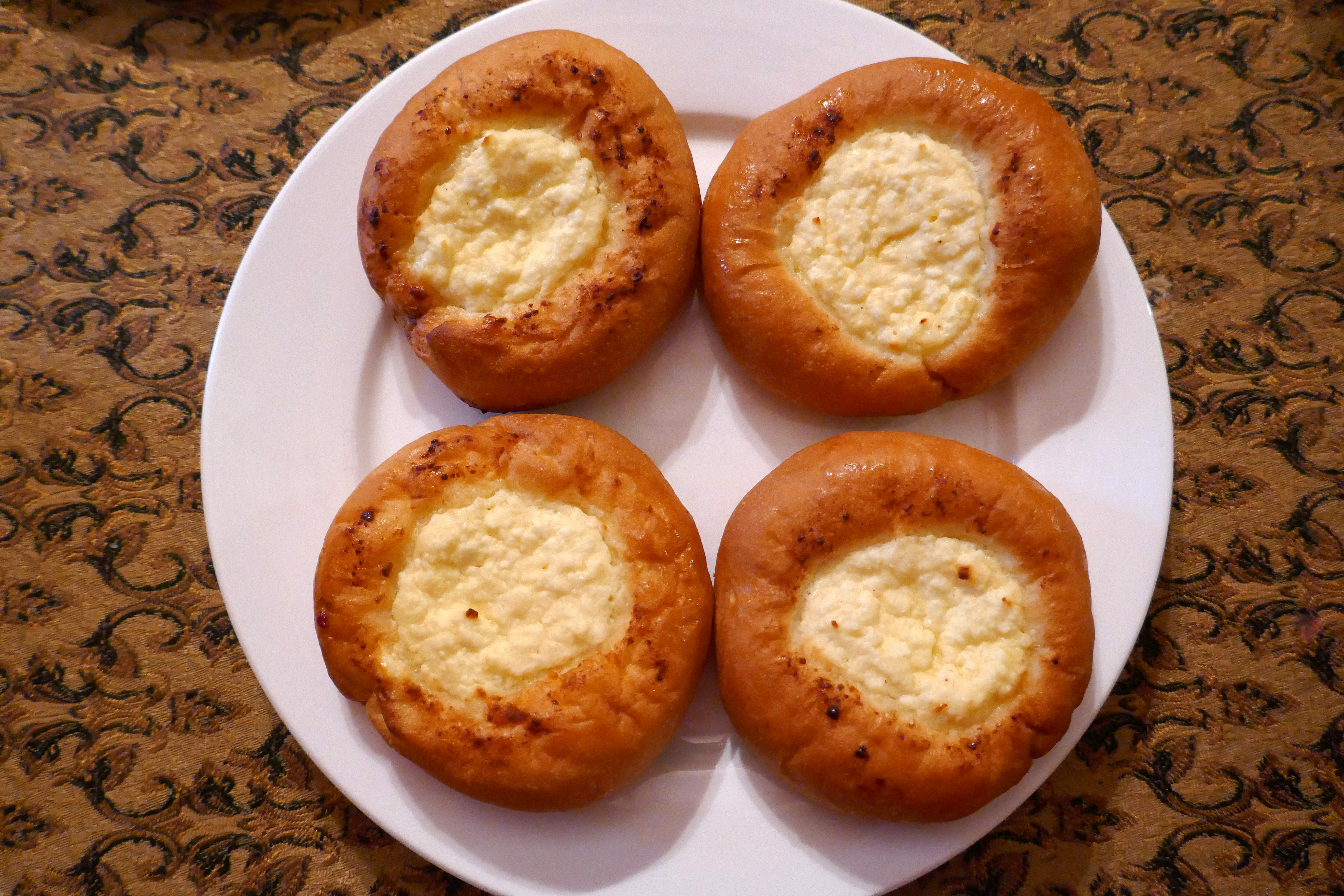
Vatrouchki.

La vatrouchka (en russe : ватрушка, au pluriel : ватрушки, vatrouchki) est un gâteau ukrainien et russe traditionnel à  base de fromage blanc.

## Origine du mot
Le terme vatrouchka, nom féminin, vient du mot slave vatra (en russe : ватра) signifiant foyer au sens de  « feu dans la cheminée » et par conséquent maison.

## Composition
La vatrouchka  est une sorte de briochette garnie de tvorog (fromage blanc pressé, en russe : творог). On la trouve nature ou aromatisée au citron ou à la vanille, agrémentée de raisins secs ou de fruits rouges, confits ou non, parfois remplacés par du miel et des graines de pavots. Elle peut aussi se présenter sous la forme d'une tarte composée d'une pâte feuilletée ou sablée
Elle est comparable au cheesecake.